# Ferhan Hasani
Ferhan Hasani (Tetovo, 18 de junio de 1990) es un exfutbolista macedonio que jugaba de extremo.

## Selección nacional
Hasani fue internacional con la selección de fútbol de Macedonia del Norte desde 2010, después de haber debutado en un amistoso frente a la selección de fútbol de China.
Su primer gol con la selección lo marcó el 29 de febrero de 2012 en un amistoso frente a la selección de fútbol de Luxemburgo.
Fue un miembro importante de la selección macedonia en la Liga de Naciones de la UEFA 2018-19.[cita requerida]

## Clubes
| Club            | País                | Año       |
| --------------- | ------------------- | --------- |
| K. F. Shkëndija | Macedonia del Norte | 2007-2012 |
| VfL Wolfsburgo  | Alemania            | 2012-2013 |
| Brøndby IF      | Dinamarca           | 2013-2015 |
| K. F. Shkëndija | Macedonia del Norte | 2015-2018 |
| Al-Raed         | Arabia Saudita      | 2018-2019 |
| HJK Helsinki    | Finlandia           | 2020      |
| F. K. Partizani | Albania             | 2021      |
| K. F. Shkëndija | Macedonia del Norte | 2022-2023 |
| F. C. Helsingør | Dinamarca           | 2023-2024 |